# Joya María
Joya María är en ort i Mexiko.   Den ligger i kommunen Santa María Chilchotla och delstaten Oaxaca, i den sydöstra delen av landet, 280 km sydost om huvudstaden Mexico City. Joya María ligger 1 235 meter över havet och antalet invånare är 200.
Terrängen runt Joya María är bergig åt nordväst, men åt sydost är den kuperad. Terrängen runt Joya María sluttar norrut. Runt Joya María är det ganska tätbefolkat, med 120 invånare per kvadratkilometer. Närmaste större samhälle är Huautla de Jiménez, 9,2 km söder om Joya María. I omgivningarna runt Joya María växer i huvudsak städsegrön lövskog.